# 向上市場

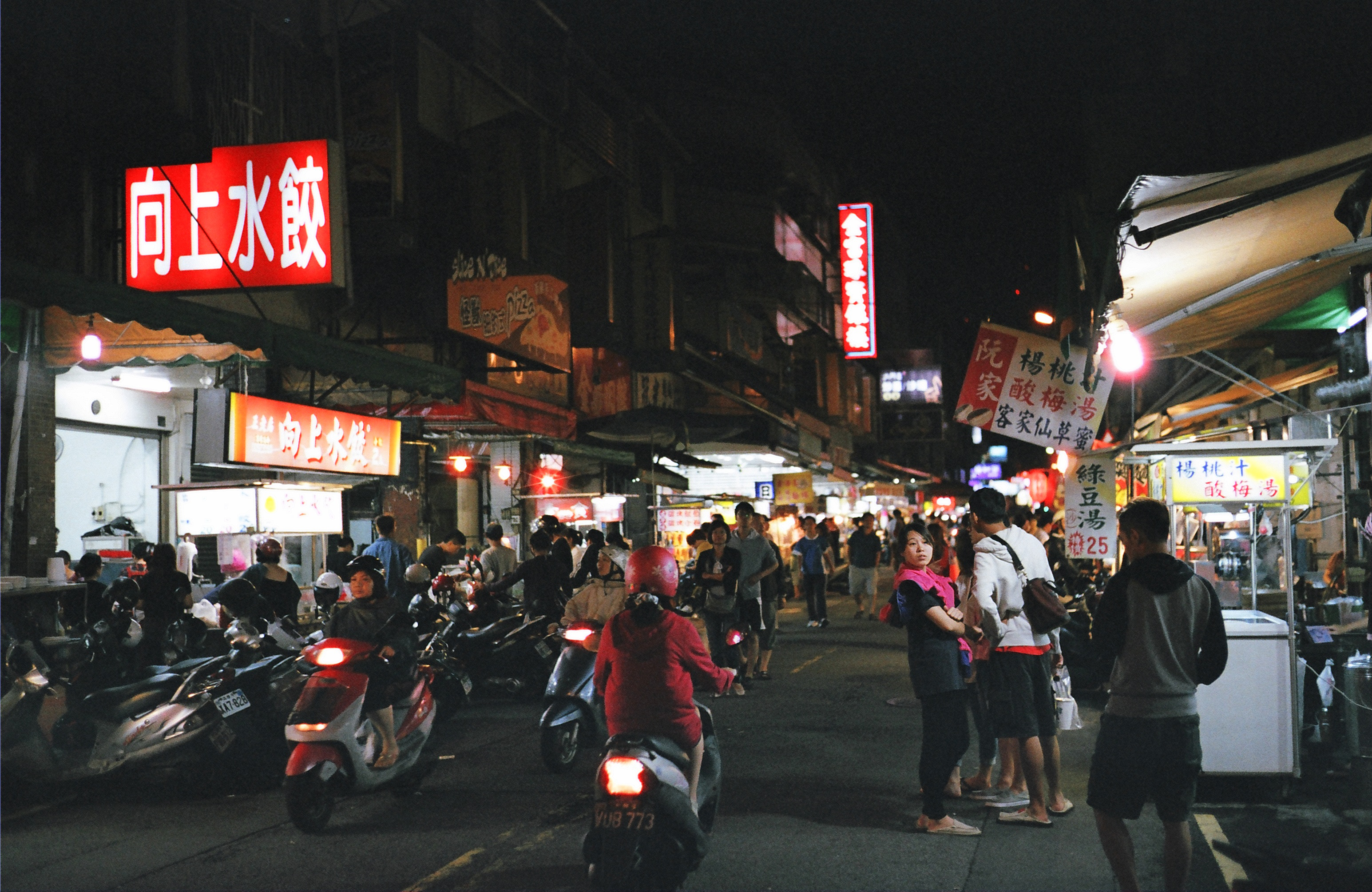
向上市場的小吃攤販。

向上市場，是一個位在臺中市西區的民有零售市場。該市場是麻園頭地區及其周邊最早發展的民有零售市場，因而成為當地日用品的主要販售地點，並進而帶動當地商業活動。
該市場內部現有約兩百多個販賣各種商品的攤位，並以成衣、蔬果及小吃為主要種類。

## 周邊著名景點
- 國立台灣美術館
- 草悟道
- 審計新村

## 外部連結
- (西區, 台中)向上市場- 旅遊景點評論- TripAdvisor（页面存档备份，存于）